# Coup d'État du 3 septembre 1843

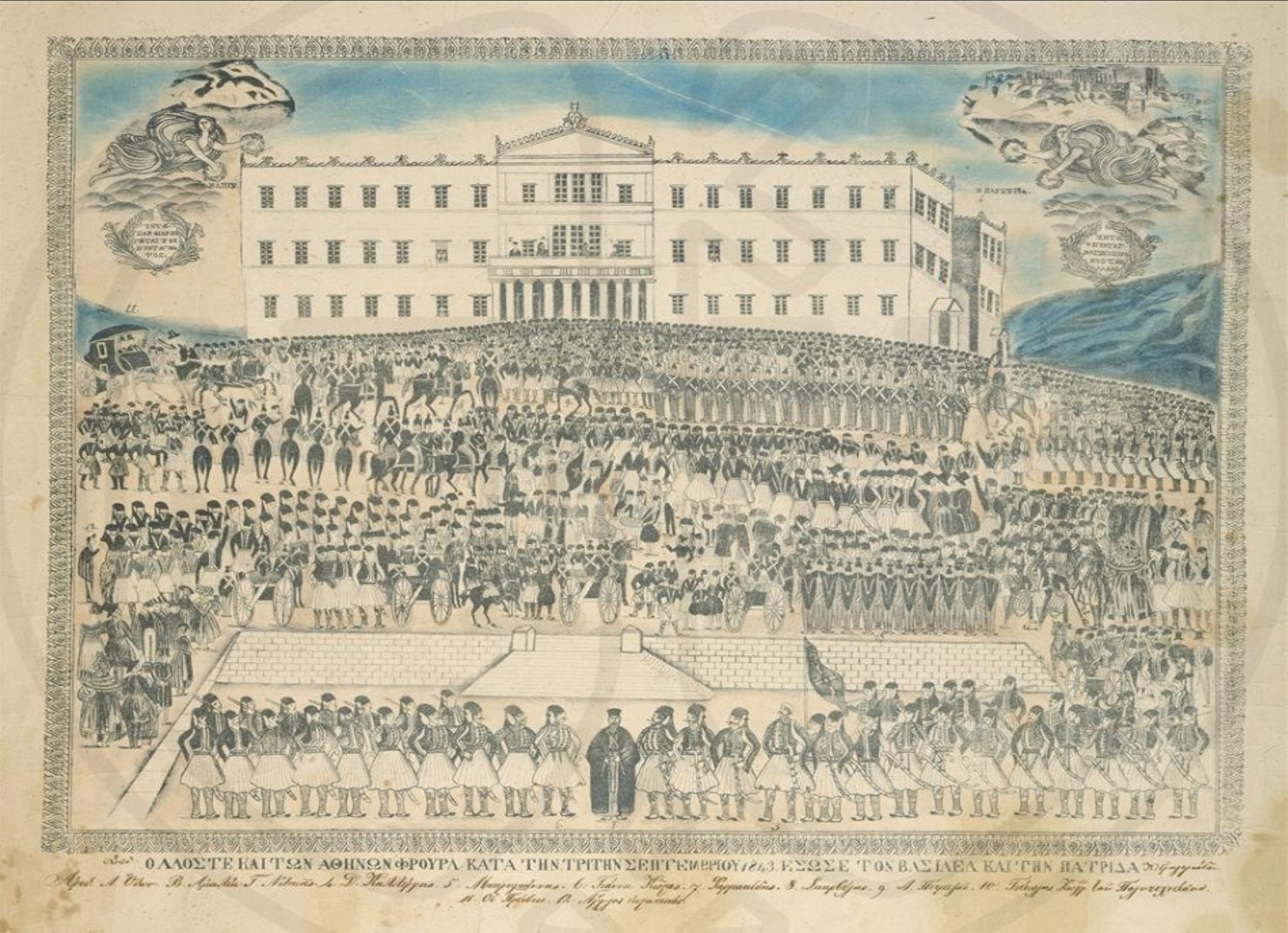
Le Coup d'État du 3 septembre 1843, vue du Palais, du peuple et des soldats.

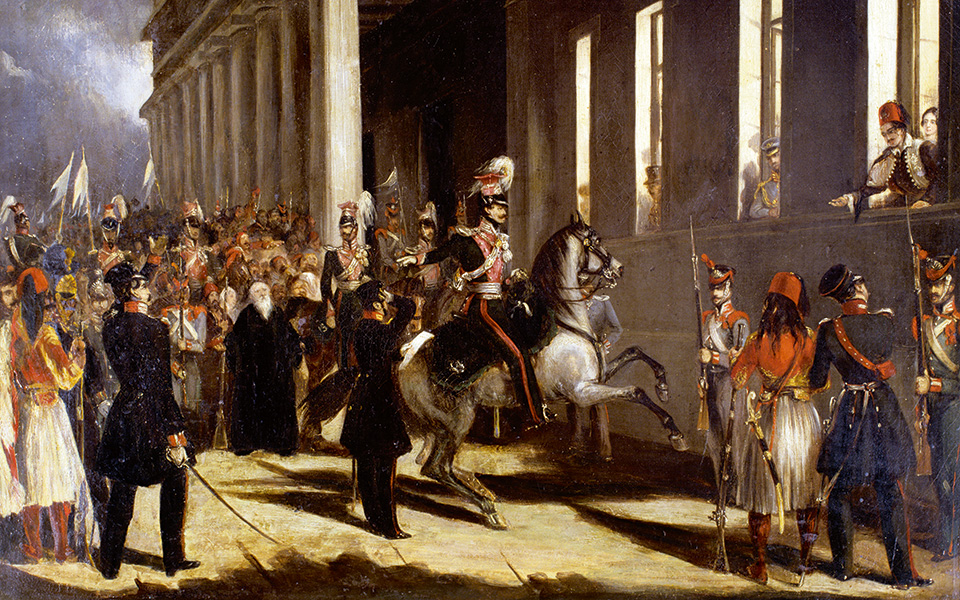
Le Coup d'État du 3 septembre 1843. Dimitrios Kallergis est au centre, à cheval. Le roi Othon, en costume grec, est à la fenêtre, tout comme la reine Amalia.

Le coup d'État du 3 septembre 1843 donna au royaume de Grèce sa première constitution. Il est aussi considéré comme la première des nombreuses interventions de l'armée grecque dans la vie politique grecque.

## Contexte
La vie politique grecque était dominée depuis la fin de la guerre d'indépendance par les Bavarois, arrivés avec le roi Othon imposé par les Puissances protectrices. Les hommes politiques grecs ne cessaient de demander que fût mis fin à cette « xénocratie ». Ils désiraient que les Bavarois, principalement le Major Hess (en), très détesté, fussent renvoyés dans leur pays et qu'une constitution fût octroyée. Ils restaient animés du même sentiment national que lors de la guerre d'indépendance : le refus d'être gouvernés par des étrangers (Ottomans ou Bavarois). Ils ne remettaient pas non plus en cause la monarchie ni le pouvoir du roi ; en effet, ils ne cherchaient pas à imposer une constitution, mais demandaient que le roi leur en octroyât une.
Ces exigences se faisaient de plus en plus fortes à mesure que le temps passait. Tous les partis politiques, que ce fût le Parti français, le Parti anglais ou le Parti russe, les exprimaient.

## Conspiration

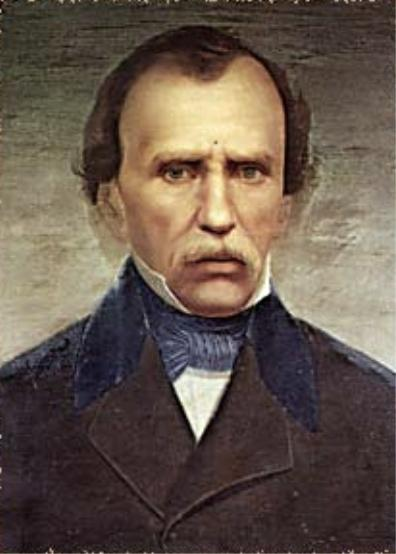
Andréas Metaxás, un des conjurés.

Les refus répétés du souverain d'accéder à ces demandes entraînèrent une radicalisation. On recourut donc à la conspiration. Cette forme d'action politique n'était pas nouvelle en Grèce ; elle avait précédé et accompagné la guerre d'indépendance. Les premiers gouvernements grecs, comme celui de Ioánnis Kapodístrias avaient dû l'affronter. Jamais les conspirations n'avaient vraiment disparu. Cependant, ici, le mouvement fut beaucoup plus important et déboucha sur le 3 septembre 1843.
Les principaux conspirateurs étaient Andréas Metaxás, André Lóndos, Constantin Zographos, Michaïl Soutsos et Rígas Palamídis. Ils avaient réussi à convaincre des officiers de se joindre à eux, principalement le colonel Dimítrios Kallérgis (commandant de la cavalerie d'Athènes), le colonel Skarvelis (commandant de l'infanterie d'Athènes) et le colonel Spyromilios (en) (commandant de l'Académie militaire). Ainsi, les conspirateurs étaient sûrs du soutien de l'armée.
L'idée était d'agir vite pour mettre le Palais devant le fait accompli. Une première date fut choisie : le 25 mars 1844, anniversaire du soulèvement contre les Ottomans. La constitution serait alors apparue comme la conséquence logique et nécessaire de l'indépendance.

## Un coup d'État avancé
Mais le secret ne fut pas bien gardé. Yánnis Makriyánnis, par exemple, passait son temps à essayer de recruter de nouveaux conspirateurs et donc à éventer la conspiration. Il fut décidé de passer plus rapidement à l'acte, début septembre 1843. Dans la nuit du 2 septembre, on apprit que les noms des conjurés étaient connus des services de police. Des incidents eurent même lieu autour du domicile de Makryánnis.
Kallérgis agit alors de son propre chef. Il alla chercher ses hommes dans leur caserne et se dirigea vers le palais royal. Dans le même temps, il ordonna que les portes de la prison de la médressé fussent ouvertes. Le capitaine Schinas, qui commandait l'artillerie d'Athènes, reçut l'ordre de réprimer l'insurrection naissante. Il préféra se joindre au mouvement. Les soldats arrivèrent au palais royal et crièrent « Vive la Constitution » sous les fenêtres du souverain.
Othon ne put que céder aux demandes et accorda la constitution dite de 1843. En fait, le Conseil d'État avait déjà préparé cette constitution, anticipant le mouvement. Le roi chargea ensuite Andréas Metaxás de former un nouveau gouvernement et de convoquer une nouvelle assemblée nationale. Les soldats regagnèrent leur caserne en acclamant le roi « constitutionnel ».

## Réaction internationale
La révolution n'avait pas fait couler une goutte de sang. La France et le Royaume-Uni acceptèrent sans difficulté ces changements en Grèce. En fait, le 3 septembre 1843 ne pouvait que rappeler aux Français de la monarchie de Juillet libérale leur propre révolution de 1830. Quant aux Britanniques, leur Glorieuse Révolution de 1688 était, au XIXe, le modèle libéral par excellence. Seule la Russie condamna le mouvement. Elle était autocratique et autoritaire et par conséquent anti-libérale. La nouvelle assemblée se réunit le 10 novembre 1843 (22 novembre dans le calendrier grégorien). Une commission constitutionnelle fut désignée et une constitution fut proclamée en mars 1844.
Depuis, la place du palais royal fut rebaptisée place de la Constitution (Sýntagma, Πλατεία Συντάγματος en grec moderne).